# Dhalaa
Dhalâa (în arabă الضلعة) este o comună din provincia Oum El-Bouaghi, Algeria.
Populația comunei este de 11.439 de locuitori (2008).